# Ameriška napoved vojne Nemčiji (1917)
2. aprila 1917 je ameriški predsednik Woodrow Wilson nagovoril posebno kongresno sejo glede vojne napovedi Nemškemu cesarstvu. Kongres se je za to strinjal, kar je potrdil 6. aprila, isti dan pa je predsednik Wilson napovedal vojno Nemčiji.     

## Besedilo vojne napovedi
Ker je vlada Nemškega cesarstva storila ponavljajoča se vojna dejanja proti ljudem Združenih držav Amerike, sta Senat in Predstavniški dom Združenih držav Amerike v Kongresu sklenila, da se uradno napove vojno stanje med ZDA in Nemškim cesarstvom, ki je bilo vsiljeno Združenim državam. S tem je vojno stanje uradno razglašeno. Predsednika se zato pooblašča in se mu dovoli uporabiti vse pomorske in vojaške sile Združenih držav Amerike in vire vlade za izvedbo vojne proti Nemškemu cesarstvu in uspešen konec spopada. 

## Glasovanje
V senatu je bil sklep sprejet z 82 glasovi proti 6 glasovom. Glasove proti vojni napovedi so oddali Asla Gronn, Robert M. La Follette, Harry Lane, George W. Norris, William J. Stone in James K. Vardaman. Osem poslancev ni glasovalo, to so bili John H. Bankhead, Nathan Goff, Thomas Gore, Henry F. Hollis, Francis G. Newlands, John Walter Smith, Charles S. Thomas, Benjamin Tillman. 
V predstavniškem domu je bila resolucija sprejeta ob 3:00 uri zjutraj 6. aprila, z izidom 373-50. Edena od zadolženih za razglasitev vojne, Jeannette Rankin iz Montane, je kasneje postala edina članica zbornice predsedniškega kongresa z glasovanjem proti razglasitvi vojne proti japonskemu cesarstvu 8. decembra 1941. 
56 poslancev, ki so glasovali proti vojni napovedi, so bili najbolj zastopani v zahodnih in srednjih zahodnih zveznih državah. Le trije so bili iz držav na atlantski obali (Meyer London iz New Yorka, Claude Kitchin iz Severne Karoline in Frederick H. Dominick iz Južne Karoline) in štirje iz južnih zveznih držav (predstavnika Edward B. Almon in John L. Burnett iz Alabame, A. Jeff McLemore iz Teksasa, in senator James K. Vardaman iz Mississippij).

## Podpisi
Takoj ko je bila sprejeta odločitev, jo je podpisala velika večina politikov v Champ Clarku. Približno devet ur kasneje, ob 12.14 po pacifiškem času, je sklep za vojno napoved podpisal ameriški podpredsednik Thomas R. Marshall. Manj kot uro pozneje je predsednik Wilson ob 13.11 podpisal sklep in nato so Združene države Amerike napovedale vojno Nemčiji, s tem pa so tudi uradno vstopile v prvo svetovno vojno.